# Chema Andrés
José María Andrés Baixauli (Valencia, 25 de abril de 2005), más conocido como Chema Andrés, es un futbolista español que juega en la demarcación de centrocampista en el VfB Stuttgart de la 1. Bundesliga.

## Biografía
Tras formarse como futbolista en las filas inferiores del Real Madrid C. F., finalmente debutó con el Real Madrid Castilla el 12 de mayo de 2024 en un partido contra el Club Recreativo Granada que finalizó con un resultado de 1-0 a favor del conjunto madrileño. El 14 de septiembre de 2024, fue convocado por el primer equipo para jugar contra la Real Sociedad en la Primera División de España, aunque no llegó a disputar ningún minuto. 
El 6 de enero de 2025 debutó con el primer equipo en un encuentro de Copa del Rey contra el Club Deportiva Minera. El 19 de enero de 2025 debutó en Liga en un encuentro contra la U. D. Las Palmas. El jugador valenciano entró en el minuto 83 por Dani Ceballos, disputando sus primeros minutos como jugador de primera división. El encuentro terminó con un resultado de 4-1 a favor del conjunto madrileño.
El 27 de julio de 2025 fue traspasado al VfB Stuttgart y firmó un contrato hasta junio de 2030.

## Selección nacional
A nivel internacional disputó con la selección de fútbol sub-19 de España el Campeonato Europeo de la UEFA Sub-19 2024, proclamándose campeón tras ganar en la final a Francia.

## Clubes
Actualizado al último partido disputado el 24 de mayo de 2025.
| Club                       | País     | Año       | Partidos | Goles |
| -------------------------- | -------- | --------- | -------- | ----- |
| Real Madrid C. F. "C"      | España   | 2024      | 7        | 3     |
| Real Madrid Castilla C. F. | España   | 2024-2025 | 35       | 0     |
| Real Madrid C. F.          | España   | 2025      | 3        | 0     |
| VfB Stuttgart              | Alemania | 2025-     |          |       |